# Jacek Fuksiewicz
Jacek Fuksiewicz (ur. 2 marca 1941 w Tuluzie) – polski polonista, krytyk filmowy i publicysta.

## Życiorys
Absolwent filologii polskiej na Uniwersytecie Warszawskim (1963). Początkowo podjął studia reżyserskie w Państwowej Wyższej Szkole Filmowej w Łodzi, lecz po roku przerwał je w 1962. W 1965 otrzymał pracę w redakcji publicystyki kulturalnej Telewizji Polskiej, gdzie był autorem reportaży i programów (Pegaz, Filmoteka Arcydzieł); od 1972 jako szef Redakcji Produkcji Filmów TVP wspierał rodzące się pokolenie kina moralnego niepokoju. Wykładowca na studium scenariuszowym PWSFTiTV. Po proteście przeciwko wykluczeniu Człowieka z marmuru z Festiwalu Polskich Filmów Fabularnych, a także pochlebnej recenzji krytykowanego przez władze komunistyczne Człowieka z żelaza w 1981 został zwolniony z TVP. Jacek Fuksiewicz należał do PZPR w latach 1965–1981.
W latach 1983–1994 przebywał za granicą, wykładając w Nowym Orleanie, Mediolanie i Paryżu. Po powrocie do Polski objął funkcję dyrektora Canal+ Film. W latach 2002–2005 dyrektor departamentu Filmu i Mediów Audiowizualnych w Ministerstwie Kultury. W 2005 roku stał się pełnomocnikiem dyrektora Polskiego Instytutu Sztuki Filmowej ds. produkcji filmowej, z czasem otrzymując funkcję doradcy dyrektora. Rok później redakcja „Rzeczypospolitej” oskarżyła Fuksiewicza o współpracę ze Służbą Bezpieczeństwa, w sprawie czego złożył on oficjalne dementi.
Jest współautorem scenariusza do filmów Znachor (1981) Jerzego Hoffmana i Maria Walewska (epizod serialu Napoleon i Europa, 1989) w reżyserii Krzysztofa Zanussiego. Odpowiada także za autorstwo licznych recenzji i esejów w polskiej i zagranicznej prasie kulturalnej i filmowej, a także zamieszczonych w książkowych zbiorach esejów. Książki: Tadeusz Konwicki (1967), Humaniści w fotoplastykonie (1973), Anatomia telewizji w USA (1973), Film i telewizja w Polsce (1973, 1976 i 1981, liczne tłumaczenia na języki obce), Le cinema polonais (Paryż, 1981).

## Życie prywatne
Jest żonaty z Anną, dziennikarką radiową.

## Odznaczenia
- Srebrny Medal „Zasłużony Kulturze Gloria Artis” (2005)[5]